# En decemberdröm
En decemberdröm var SVT:s julkalender 2005. Den var regisserad av Tomas Alfredson, efter manus av Klas Östergren.

## Handling
Serien handlar om 11-åriga Bobo, vars mamma har världens värsta sångröst och röst över huvud taget. En dag upptäcker han en hemlighet om att hans mamma har varit en legend inom svensk musik och var populär över hela landet. 
Men när Bobo föddes skrek hon sönder rösten, vilket ledde till den hemska röst som hon sedan dess har haft. Bobo råkar sedan ut för en olycka under en fotbollsmatch och hamnar i koma. Drömmarnas värld tar honom till underjorden där han möter chefen (Robert Gustafsson). Julkalendern spelades in i Göteborg.[källa behövs]

## Rollfigurer
- Bobo Larsson, spelas av John Jangard. Bobo Larsson är huvudpersonen i "En decemberdröm". Han får en boll i huvudet och sedan förflyttas han till Underjorden och sedan till Familjen Rik och Dum. Han är kär i Mary Marléne. Hos familjen Rik och Dum tror alla att han är Lillefar och därför får han makten över hela underjorden. Där ställer han till skandal när han lyssnar på fröken Bentley, när hon säger att Bobo borde lägga ned Underjorden. Därför sparkar han butlern Ronson och läxar upp tant Bölla. Efter ett tag vaknar han upp ur drömmen.
- Mary Marléne, spelas av Frida Bergesen. Mary Marléne är Bobos flickvän och senare fästmö. Hon är en tröstare och bor/bodde i Underjorden.
- Gustav "Gurra", spelas av Christian Hansson Zetterberg. Gurra är Bobos bästa kompis och klasskamrat. Han hjälper Bobo både med fotbollen, kärlekstips och skoluppgifter.
- Lola Larsson, spelas av Elisabet Carlsson. Lola Larsson är Bobos mamma och var en stor sångerska. Men när hon födde Bobo skrek hon så mycket att hon blev helt hes. Hon gick då under jorden och ingen hörde något mer om henne. Medan Bobo var i Underjorden grät hon så mycket att hon fick tillbaka rösten.
- Benke Larsson, spelas av Robin Stegmar. Benke är Bobos pappa och Lolas man. De träffades i början av hennes sångkarriär då han var hennes chaufför och det var han som berättade sanningen om Lola för Bobo
- Chefen, spelas av Robert Gustafsson. Underjordens mullvadsliknande och läspande chef.
- Familjen Rik och Dum, familjen Rik och Dum är namnet på den familj där Bobo vistades under en kortare tid. I familjens hushållspersonal ingår bland annat butlern Ronson. I familjen ingår:
  - Dorian, spelas av Henric Holmberg. Dorian är Lillefars son och gift med Daisy. När Bobo inte längre spelar Lillefar måste Dorian ta över affärerna fast han är lat och dum.
  - Tant Bölla, spelas av Iwar Wiklander. Tant Bölla förekommer hos familjen Rik och Dum. Hon är ganska gammal. Bobo (Lillefar) skällde ut henne en gång när hon delade ut julklappar varje dag. Hon brukar baka ett bakverk som heter "Böllas bollar".
  - Buick, spelas av Niklas Hjulström. Buick är son till Daisy och Dorian. Bror till Bentley. Bor på slottet.
  - Bentley, spelas av Lisa Linnertorp. Bentley är dotter till Dorian och Daisy. Syster till Buick. Stor anhängare till Lola Larsson. Hon övertalade nästan Bobo att lägga ned Underjorden, eftersom hon trodde att tröstarna där nere förgiftade henne, bara för att de skulle ha fler att trösta.
  - Lillefar, Lillefar är en person som förekommer hos Familjen Rik och Dum. Han är chefen där och även chef över Styrelsen. Han dog, men Bobo ersatte honom, fast ingen i familjen lyckades lista ut det.
- Styrelsen, styrelsen bestämmer över Underjorden. I Styrelsen ingår, förutom Lillefar också Nisse Kott Dàzur, Kajsa Karat, Tore Kofv och Dandy Rydh.
- Lola Larsson Lovers, Lola Larsson Lovers är Lolas band. Förutom Lola ingår där också Lucky Lips, Ronson, Dorian och Charlie.
- Sonny Selsing, spelas av Niklas Hjulström. Sonny Selsing är Lola Larsson Lovers manager som anlitades av Bobo.
- Ostexpediten, spelas av Jüri Kiviloo. Ostexpediten jobbar i ostdisken i den lokala affären.
- Kocken (Tjänstefolket), spelas av Jüri Kiviloo. Kocken lagar maten hos Familjen Rik och Dum.
- Informatorn, spelas av Josefine Sundström. Informatorn syns ibland till hos Familjen Rik och Dum.
- Ficktjuven, spelas av Stefan Odelberg. Ficktjuven syns till på Alvéns köpcentrum.
- Lärarinnan, spelas av Anette Nääs. Lärarinnan är lärare i Bobos klass. En gång somnade hon mitt under lektionen.
- Läkaren, spelas av Anette Sevréus. Läkare på sjukhuset där Bobo låg när han fick en boll i huvudet.
- 3 gauchos, spelas av Mikael Fjelldal, Mats Nahlin och Åke Zetterström. De 3 gauchos sjöng för Bobo och Mary i en restaurang i Underjorden.
- Sångpedagogen, spelas av Paula af Malmborg Ward. Lärde Lola att sjunga när hon just hade fått rösten tillbaka.
- Lucky Lips, spelas av James Cagnard. Lucky Lips var medlem i Lola Larsson Lovers.
- De läskiga, spelas av Alicia Vikander (Tony), Daniel Brandt (Zingo), Jesper Tosavainen (Klubbman) samt av Amalia Friberg och P-O Rehnberg. De läskiga är ett bråkigt gäng som hänger på Alvéns köpcentrum. Ibland är Mary med dem mot sin vilja. De Läskiga leds av Marys bråkiga storasyster Tony.

## Avsnitt
1. Hemligheter
2. Lola Larsson Lovers
3. Lola, varför har du övergivit oss?
4. Mirakel
5. In i bollen
6. Drömmen börjar
7. Underjorden
8. Tårefloden
9. Chefen
10. Ett frieri
11. Läckan
12. Ett förräderi
13. Uppståndelsen
14. Hämnd
15. Styrelsen
16. Den nye butlern
17. Bobo - den gode
18. Bobo, en stjärna
19. Ett mirakel till
20. Bobo gör comeback
21. Budbäraren
22. Återföreningen
23. En fruktansvärd ost
24. Årets julklapp[3]

## Papperskalender

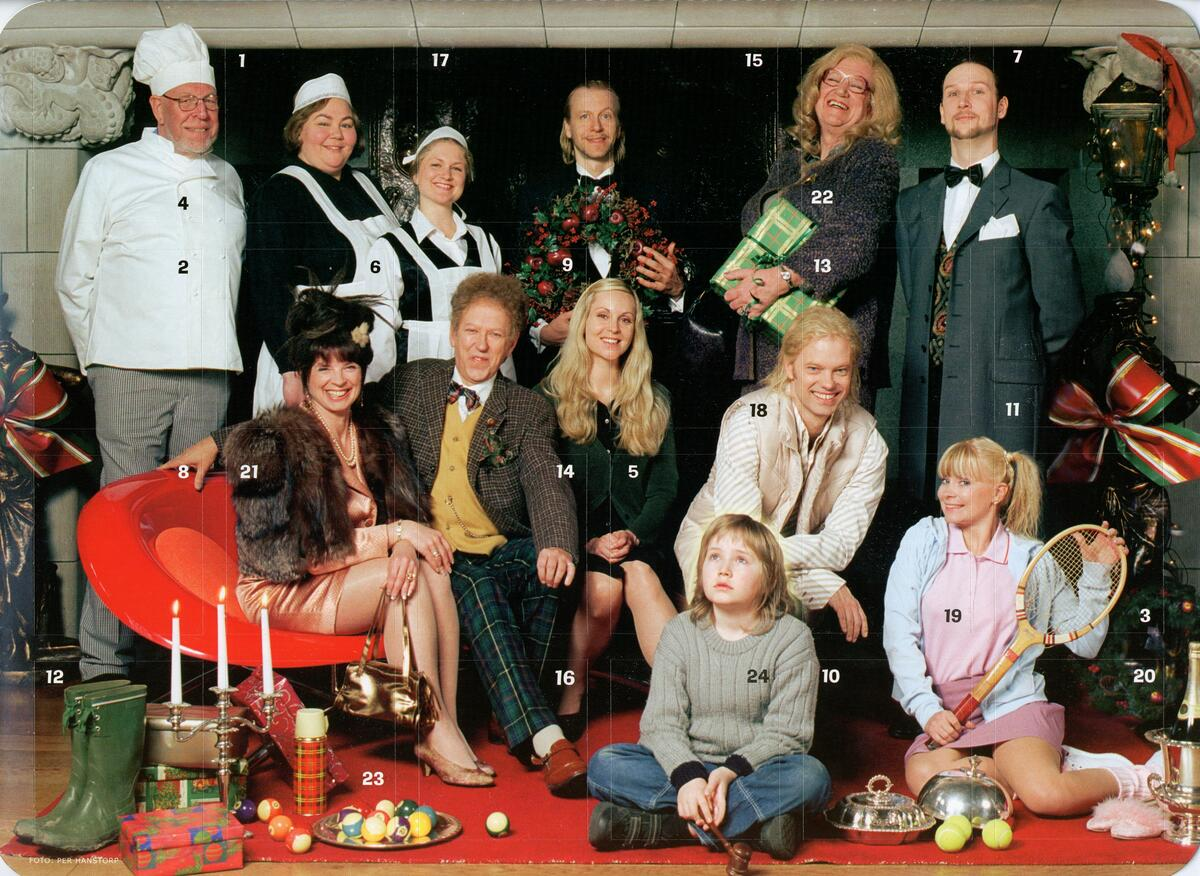
Papperskalendern

Kalendern fotograferades av Ernst Billgren och är ett porträtt över karaktärerna som medverkar i serien.

## Video
Serien utgavs 2006 på DVD.

## Datorspel
I samband med julkalendern utkom också ett datorspel med samma namn som bygger på serien utvecklat av Pan Vision.

## Källhänvisningar
1. ↑  En decemberdröm, eftertexter.[källa från Wikidata]
2. ↑  ”Jultradition”. Arkiverad från originalet den 25 april 2012. https://web.archive.org/web/20120425112719/http://www.jultradition.se/tv.htm. Läst 2 april 2011.
3. ↑  ”Svensk mediedatabas (SMDB)”. smdb.kb.se. https://smdb.kb.se/catalog/search?q=%22En+decemberdr%C3%B6m%22+typ:tv&sort=OLDEST. Läst 14 september 2022.
4. ↑  ”Julkalendrar”. Arkiverad från originalet den 27 oktober 2014. https://web.archive.org/web/20141027034152/http://helgo.net/emma/julkalendrar.php?y=2005&t=tv. Läst 2 april 2011.
5. ↑  ”Svensk mediedatabas”. http://smdb.kb.se/catalog/id/002053573. Läst 5 april 2011.
6. ↑  ”En decemberdröm | Svensk mediedatabas (SMDB)”. smdb.kb.se. https://smdb.kb.se/catalog/id/002011767. Läst 18 juni 2022.